# Range Murata
Range Murata (村田 蓮爾), de son vrai nom Renji Murata, est un mangaka et designer japonais réputé pour son style unique consistant à mêler les univers de l'Art déco et de la japanimation pour créer des décors et des personnages. Ses travaux les plus connus sont Last Exile et Blue submarine n°6. 
Range Murata est né le 2 octobre 1968 à Osaka, sa carrière a quant à elle commencé au début des années 1990 par des travaux conceptuels pour des jeux vidéo, il a par exemple signé les personnages de Spy Fiction sur PlayStation 2.
Il a d'ores et déjà publié plus d'une douzaine de livres (artbooks) de ses travaux, on pourra notamment noter Robot, rule et futurythm, il a également illustré les romans de la série " Tara Duncan " au Japon chez l'éditeur Média Factory. 

## Travaux

### Animes
- Animatrix (Épisode Seconde Renaissance I et II)
- Blue Submarine n°6
- Last Exile
- Mardock Scambles (OAV)
- SoltyRei (vélo de Rose Anderson)
- Table and Fisherman
- Sangri-La
- ID-0
- BEM
- Cop Craft

### Jeux Vidéos
- Power Instincts
- Groove on Fight
- Spy Fiction
- Wachenröder